# 알렉스 샤퍼
앨릭스 셰이퍼(Alex Shaffer, 1993년 1월 1일 ~ )는 미국의 배우이다.
헌터든군에서 태어났다.

## 영화
- 더 그리들 하우스 (2018년) - 잭 역
- 딜링퀀트 (2016년)
- 유스 인 오리건 (2016, Youth in Oregon)
- 리커버리 (2015년)
- 위아 유어 프렌즈 (2015년) - 스쿼럴 역
- 라이프가드 (2013, The Lifeguard) - 매트 역
- 윈 윈 (2011년) - 카일 역